# Municipio Tiraque
Das Municipio Tiraque ist ein Verwaltungsbezirk im Departamento Cochabamba im südamerikanischen Anden-Staat Bolivien.

## Lage im Nahraum
Das Municipio Tiraque ist (seit der Teilung von 2009) eines von zwei Municipios der Provinz Tiraque. Es grenzt im Westen an die Provinz Chapare, im Südwesten an die Provinz Punata, im Süden an die Provinz Arani, im Osten an die Provinz Carrasco und im Nordosten an das Municipio Shinahota.
Die größte Siedlung ist Tiraque mit 2398 Einwohnern im Zentrum des Municipios. (Volkszählung 2012)

## Geographie
Das Municipio Tiraque liegt in der Cordillera Oriental zwischen dem bolivianischen Altiplano im Westen und dem bolivianischen Tiefland im Osten. Das Klima ist ein typisches Tageszeitenklima, bei dem die täglichen Temperaturschwankungen stärker ausgeprägt sind als die jahreszeitlichen Temperaturunterschiede.
Die Jahresdurchschnittstemperatur beträgt 9-10 °C und schwankt zwischen 6 °C im Juni/Juli und gut 11 °C von Oktober bis Dezember. Der Jahresniederschlag liegt bei knapp 500 mm, von denen mehr als die Hälfte in den drei Monaten Feuchtezeit von Dezember bis Februar fallen, während die Monate Mai bis September nahezu keinen Niederschlag aufweisen.

## Bevölkerung
Die Einwohnerzahl ist zwischen 1992 und 2024 leicht zurückgegangen:
| Jahr | Einwohner | Quelle       |
| ---- | --------- | ------------ |
| 1992 | 19.270    | Volkszählung |
| 2001 | 20.772    | Volkszählung |
| 2012 | 21.113    | Volkszählung |
| 2024 | 18.190    | Volkszählung |

Die Bevölkerungsdichte im Municipio Tiraque bei der Volkszählung von 2024 betrug 6,5 Einwohner/km², der Anteil der städtischen Bevölkerung ist 11,4 Prozent, die Lebenserwartung der Neugeborenen lag im Jahr 2001 bei 56,6 Jahren.
Der Alphabetisierungsgrad bei den über 19-Jährigen für das noch ungeteilte Municipio Tiraque betrug 74,2 Prozent, und zwar 87,0 Prozent bei Männern und 60,8 Prozent bei Frauen. (2001)

## Politik
Ergebnis der Regionalwahlen (concejales del municipio) vom 4. April 2010:
| Wahl- berechtigte |  | Wahl- beteiligung | gültige Stimmen |  | MAS-IPSP | MSM    |
| ----------------- |  | ----------------- | --------------- |  | -------- | ------ |
| 10.540            |  | 9.122             | 7.014           |  | 4.697    | 2.317  |
|                   |  | 86,5 %            | 76,9 %          |  | 67,0 %   | 33,0 % |

Ergebnis der Regionalwahlen (elecciones de autoridades políticas) vom 7. März 2021:
| Wahl- berechtigte |  | Wahl- beteiligung | gültige Stimmen |  | MAS-IPSP | MTS    | SÚMATE | SOMOS  | FPV    | PAN-BOL |
| ----------------- |  | ----------------- | --------------- |  | -------- | ------ | ------ | ------ | ------ | ------- |
| 12.564            |  | 11.034            | 9.456           |  | 8.103    | 426    | 294    | 277    | 98     | 78      |
|                   |  | 87,82 %           | 85,70 %         |  | 85,69 %  | 4,51 % | 3,11 % | 2,93 % | 1,04 % | 0,82 %  |

## Gliederung
Das Municipio Tiraque untergliederte sich bei der letzten Volkszählung von 2012 in die folgenden beiden Kantone (cantones):
- 03-1601-01 Kanton Tiraque – 72 Ortschaften – 13.562 Einwohner
- 03-1601-03 Kanton Palca – 58 Ortschaften – 7.551 Einwohner

## Ortschaften im Municipio Tiraque
- Kanton Tiraque
  - Tiraque 2398 Einw. – Boquerón Alto 560 Einw. – Sancayani Bajo 531 Einw. – Kañacota 435 Einw.

- Kanton Palca
  - Palca 555 Einw.